# Bertya findlayi
Bertya findlayi är en törelväxtart som beskrevs av Ferdinand von Mueller. Bertya findlayi ingår i släktet Bertya och familjen törelväxter. Inga underarter finns listade i Catalogue of Life.